# Universidad de Henan
La Universidad de Henan (en chino simplificado: 河南大学; tradicional: 河南大學; pinyin: Hénán Dàxué), anteriormente llamada Escuela Preparatoria de Estudios Avanzados en Europa y América y Universidad Nacional de Henan, es una de las universidades públicas más importantes y antiguas de China, fundada en 1912.
La UH es una universidad integral con doce disciplinas: agricultura, economía, educación, ingeniería, historia, derecho, artes liberales, administración, medicina, filosofía y ciencia. En 2016, la universidad fue seleccionada en el Proyecto 111, un importante proyecto iniciado por el Ministerio de Educación de China. En 2017, el ministerio de educación otorgó el plan universitario de primera clase a los estudiantes de biología.
A fines de 2018, la Universidad de Henan tenía tres campus. Dos campus —campus de Minglun y Jinming— están ubicados en Kaifeng, una ciudad histórica famosa que fue la capital de China durante siete dinastías diferentes, y el campus del lago Longzi ubicado en Zhengzhou, la capital de la provincia de Henan y una de las ciudades centrales nacionales en China. En total, los tres campus ocupan una superficie de 2,2 millones de m², incluyendo salas y edificios con una superficie total de 1.470.000 m². Más de 50 000 estudiantes estudian aquí a tiempo completo, incluidos 10 000 posgraduados y casi 500 estudiantes extranjeros.

## Instalaciones
El moderno complejo de edificios de la Universidad de Henan está ubicado en el campus de Minglun. El complejo de edificios tiene 0,5 kilómetros de largo de norte a sur, fue construido entre 1915 y 1936 y actualmente se encuentra bien conservado. La arquitectura es una mezcla de estilos chinos y occidentales, con rasgos distintivos de la arquitectura tradicional china y algunas técnicas arquitectónicas occidentales. Es un ejemplo de la exquisita construcción, la majestuosidad arquitectónica, la elegancia y la perfecta combinación de Oriente y Occidente entre las instituciones de educación superior chinas. También es una obra representativa del diseño y la construcción arquitectónica étnica a gran escala de principios del siglo XX en China. La composición del complejo de edificios se basa en la arquitectura escolar tradicional china, con el edificio principal en el centro, la puerta principal y el vestíbulo trasero, y las salas de izquierda y derecha.

## Alumnos notables
- Liang Guanglie
- Yuan Baohua
- Yan Lianke
- Yao Xueyin